# Vuelta a Costa Rica 2015
La 51.ª edición de la competición ciclista Vuelta a Costa Rica se disputó entre el 14 hasta el 25 de diciembre de 2015. El recorrido de la misma se divide en 11 etapas. 1416.80 km.
Perteneció al UCI America Tour 2015 siendo la última competición del calendario ciclista internacional americano.

## Equipos participantes
Participaron de la carrera 16 equipos; 11 costarricenses y 5 extranjeros. Los conjuntos, integrados entre 6 y 7 ciclistas por equipo, formando así un pelotón de 126 ciclistas Inscritos. La partida oficial fue de 106.
| Equipos                                        |
| ---------------------------------------------- |
| Frijoles Los Tierniticos – Arroz Halcón – Roes |
| Coopenae – Extralum – Economy                  |
| Nestlé – Giant – Courtyard Marriot             |
| BCR – Pizza Hut – Powerade                     |
| Seven Card                                     |
| Taller RJ – Ciclo Corea – CCCDR Paraíso        |
| Star Cars – BCT – Team Montoya                 |
| Cartago                                        |
| Reitt – Zumco – Micho                          |
| Múltiples Corella                              |
| Team Efrén Castillo – Diadora – Spakct         |

| Equipos                             |
| ----------------------------------- |
| San Luis Somos Todos                |
| Selección Nacional de Venezuela     |
| Ride for the Planet Canadá          |
| Team Humard Velo Passion            |
| Racing – Rockpalast – Marcello -Mix |

## Etapas
Las etapas oficiales son las siguientes:
| Etapa | Fecha           | Recorrido                        | Km       | Ganador de la Etapa | Equipo                    | Líder General     | Equipo               |
| 1ª    | 14 de diciembre | Alajuela-Liberia                 | 196      | Nieves Carrasco     | Reitt Zumco Mincho        | Nieves Carrasco   | Reitt Zumco Mincho   |
| 2ª    | 15 de diciembre | Liberia-Nicoya                   | 153      | Anton Varabei       | Ride for the Planet       | Mainor Rojas      | Reitt Zumco Mincho   |
| 3ª    | 16 de diciembre | Nicoya-Puntarenas                | 119      | Jonathan Salinas    | Selección de Venezuela    | Mainor Rojas      | Reitt Zumco Mincho   |
| 4ª    | 17 de diciembre | Esparza (Chacarita)-Grecia       | 103      | Joseph Chavarría    | Nestlé Giant              | Mainor Rojas      | Reitt Zumco Mincho   |
| 5ª    | 18 de diciembre | Alajuela- Zarcero                | 20 (CRI) | Joseph Chavarría    | Nestlé Giant              | Mainor Rojas      | Reitt Zumco Mincho   |
| --    | 19 de diciembre | Descanso                         | Descanso | Descanso            | Descanso                  | Descanso          | Descanso             |
| 6ª    | 21 de diciembre | Santa Ana-Limón                  | 176      | Mauro Richeze       | San Luis Somos Todos      | Mainor Rojas      | Reitt Zumco Mincho   |
| 7ª    | 22 de diciembre | Limón-Guápiles                   | 132      | Mauro Richeze       | San Luis Somos Todos      | Joseph Chavarría  | Nestlé-Giant         |
| 8ª    | 22 de diciembre | Guápiles-Tucurrique              | 131      | Román Villalobos    | Nestlé-Giant              | Juan Carlos Rojas | Frijoles Tierniticos |
| 9ª    | 23 de diciembre | San José-Pérez Zeledón           | 125      | César Rojas         | Frijoles Tierniticos      | Juan Carlos Rojas | Frijoles Tierniticos |
| 10.ª  | 24 de diciembre | Pérez Zeledón-Paraíso            | 119      | César Rojas         | Frijoles Tierniticos      | Juan Carlos Rojas | Frijoles Tierniticos |
| 11.ª  | 25 de diciembre | Circuito Presidente en (Heredia) | 97,8     | Paul Betancourt     | Coopenae–Extralum–Economy | Juan Carlos Rojas | Frijoles Tierniticos |

### Eventualidades
En la etapa número 7 se vivió un momento bochornoso cuando el equipo Reitt-Zumco-Mincho no tomó partida en la sétima etapa del giro tico, como protesta por la falta de sanciones a los pedalistas del equipo Frijoles Tierniticos.

## Clasificaciones
- Las clasificaciones finalizaron de la siguiente forma:[4]

### Clasificación general
| Posición            | Ciclista          | Equipo                                        | Tiempo           |
| ------------------- | ----------------- | --------------------------------------------- | ---------------- |
| Líder de la general | Juan Carlos Rojas | FRIJOLES LOS TIERNITICOS -ARROZ HALCÓN - ROES | 34 h 29 min 16 s |
| 2º                  | Román Villalobos  | NESTLÉ - GIANT - COURTYARD MARRIOT            | a 17 s           |
| 3º                  | Josué González    | COOPENAE- EXTRALUM - ECONOMY RENT A CAR       | a 2 min 19 s     |
| 4º                  | César Rojas       | FRIJOLES LOS TIERNITICOS -ARROZ HALCÓN - ROES | a 3 min 46 s     |
| 5º                  | Joseph Chavarría  | NESTLÉ - GIANT - COURTYARD MARRIOT            | a 10 min 21 s    |

### Clasificación de la regularidad
| Posición         | Ciclista          | Equipo                             | Puntos |
| ---------------- | ----------------- | ---------------------------------- | ------ |
| Líder por puntos | Jhonathan Salinas | Selección de Venezuela             | 112    |
| 2º               | Román Villalobos  | NESTLÉ - GIANT - COURTYARD MARRIOT | 101    |
| 3º               | Joseph Chavarría  | NESTLÉ - GIANT - COURTYARD MARRIOT | 110    |

### Clasificación de la montaña
| Posición            | Ciclista          | Equipo                                        | Puntos |
| ------------------- | ----------------- | --------------------------------------------- | ------ |
| Líder de la montaña | César Rojas       | FRIJOLES LOS TIERNITICOS -ARROZ HALCÓN - ROES | 44     |
| 2º                  | Joseph Chavarría  | NESTLÉ - GIANT - COURTYARD MARRIOT            | 38     |
| 3º                  | Juan Carlos Rojas | FRIJOLES LOS TIERNITICOS -ARROZ HALCÓN - ROES | 30     |

### Clasificación de las metas volantes
| Posición                    | Ciclista      | Equipo                             | Puntos |
| --------------------------- | ------------- | ---------------------------------- | ------ |
| Líder de las metas volantes | Gabriel Marín | NESTLÉ - GIANT - COURTYARD MARRIOT | 37     |
| 2º                          | Carlos Brenes | BCR - PIZZA HUT - POWERADE         | 20     |
| 3º                          | Anton Varabei | RIDE FOR THE PLANET                | 19     |

### Clasificación por equipos
| Posición          | Equipo                                        | Tiempo            |
| ----------------- | --------------------------------------------- | ----------------- |
| Líder por equipos | NESTLÉ - GIANT - COURTYARD MARRIOT            | 103 h 55 min 03 s |
| 2º                | FRIJOLES LOS TIERNITICOS -ARROZ HALCÓN - ROES | a 04 min 06 s     |
| 3º                | COOPENAE- EXTRALUM - ECONOMY RENT A CAR       | a 12 min 48 s     |
| 4º                | SELECCIÓN NAC. DE VENEZUELA                   | a 1 h 24 min 45 s |
| 5º                | BCR - PIZZA HUT - POWERADE                    | a 2 h 03 min 40 s |